# Mario Ortiz Vallejos
Mario Sergio Ortíz Vallejos (Santiago; 21 de mayo de 1929 - ibídem; 2 de mayo de 2006) fue un futbolista profesional chileno, formado en Palestino, logró sus mayores éxitos como jugador de Colo-Colo, con el que fue campeón chileno en 1960 y 1963.

## Trayectoria
Se inició en las infantiles de Magallanes y en el club México Central de la Liga Recoleta.  Llegó a Colo-Colo en 1948, pero por problemas con su pase, se fue a Green Cross equipo en el que estuvo desde 1949, año en que debutó, hasta 1953.  Al cuatro años siguientes, 1954 a 1957 jugó en Palestino, formando del equipo campeón del año 1955. 
En 1958 llegó a Colo-Colo equipo en que estuvo hasta el año 1965, acumulando en su nómina personal de palmarés tres títulos. El año 1966 se retiró jugando en la Primera B (Ascenso) por el Luis Cruz Martínez de Curicó.

## Selección nacional
Con la Selección Chilena jugó las clasificatorias para el Mundial de Suecia de 1958 e integró el plantel que logró el tercer lugar en el Mundial de 1962, cuando Chile fue el Anfitrión del Torneo. En su registro se consigna que actuó en 20 partidos internacionales, entre 1956 y 1963.

### Participaciones en Copas del Mundo
| Mundial                        | País  | Resultado     |
| ------------------------------ | ----- | ------------- |
| Copa Mundial de Fútbol de 1962 | Chile | Tercer puesto |

### Participaciones en Copas América
| Copa                         | País    | Resultado   |
| ---------------------------- | ------- | ----------- |
| Campeonato Sudamericano 1956 | Uruguay | Subcampeón  |
| Campeonato Sudamericano 1957 | Perú    | Sexto lugar |

#### Participaciones en Clasificatorias a Copas del Mundo
| Eliminatorias                  | País   | Resultado |
| ------------------------------ | ------ | --------- |
| Copa Mundial de Fútbol de 1958 | Suecia | Eliminado |

## Clubes
| Club               | País  | Año       |
| ------------------ | ----- | --------- |
| Green Cross        | Chile | 1949-1953 |
| Palestino          | Chile | 1954-1957 |
| Colo-Colo          | Chile | 1958-1965 |
| Luis Cruz Martínez | Chile | 1966      |

## Palmarés

### Torneos nacionales oficiales
| Título           | Club      | País  | Año  |
| ---------------- | --------- | ----- | ---- |
| Primera División | Palestino | Chile | 1955 |
| Copa Chile       | Colo-Colo | Chile | 1958 |
| Primera División | Colo-Colo | Chile | 1960 |
| Primera División | Colo-Colo | Chile | 1963 |

### Torneos internacionales oficiales
| Título                       | Equipo             | Sede  | Año  |
| ---------------------------- | ------------------ | ----- | ---- |
| 3.er lugar Copa Mundial 1962 | Selección de Chile | Chile | 1962 |